# Todd Pearson
Todd Robert Pearson OAM (* 11. November 1977 in Geraldton, Western Australia) ist ein australischer Schwimmer, der auf die Freistillage spezialisiert ist.
Er wuchs in Perth auf, wo er auf Anraten eines Arztes mit dem Schwimmen begann, da er an Asthma litt.
Bei den Olympischen Spielen 2000 in Sydney gewann Pearson die Goldmedaille mit der 4 × 200-m-Freistilstaffel. Außerdem startete er für die australische 4 × 100-m-Freistilstaffel im Vorlauf.
Bei den Weltmeisterschaften 2001 gewann er die Goldmedaille mit der 4 × 100-m-Freistilstaffel. Außerdem gewann er bei Kurzbahnweltmeisterschaften noch zwei weitere Goldmedaillen: 1999 in Hongkong mit der 4 × 100-m-Freistilstaffel und 2002 in Moskau mit der 4 × 200-m-Freistilstaffel.
Bei den Olympischen Spielen 2004 wurde er noch einmal sechster mit der 4 × 100-m-Freistilstaffel. Nach diesem Ereignis trat er vom Schwimmsport zurück.
Für seine Verdienste um den Sport als Goldmedaillengewinner bei den Olympischen Spielen 2000 in Sydney mit der Medaille des Order of Australia ausgezeichnet.
Heute lebt Pearson in Austin, Texas, USA, er ist verheiratet und hat einen Sohn.

## Steckbrief
- Klub: Australian Institute of Sport, Canberra
- Größe: 189 cm
- Gewicht: 82 kg
- Trainer: Jim Fowlie